# Karates filosofi
Karates filosofi omhandler de etiske, mentale og åndelige principper, der underbygger kampsportens teknikker og praksis. Begrebet karate-dō (“den tomme hånds vej”) fremhæver, at karate ikke alene er en kampsport, men en livsvej, hvor udvikling af karakter og sindsligevægt vægtes på lige fod med fysisk dygtighed.
I traditionel karate adskilles jutsu (“teknikken”) fra dō (“vejen”). Mens jutsu fokuserer på selve kamp- eller selvforsvarsmetoden, beskriver dō den kontinuerlige proces, hvor udøveren gennem træning opnår selvdisciplin, respekt og indre klarhed. Filosofien trækker på zenbuddhistiske principper som mushin (“tankefri bevidsthed”) og zanshin (“vedvarende opmærksomhed”), samt elementer fra Bushidō-æreskodeksen om ære, loyalitet og selvkontrol. Flere karateskoler har formuleret konkrete leveregler for at præcisere denne etiske ramme. I Shotokan karate udgør Nijū Kun (20 leveregler) og dojo-kun (5 etiske regler) grundlaget for udøverens adfærd, hvor princippet om “ingen første angreb” understreger karate som forsvarsdisciplin. Wado-ryū lægger særlig vægt på harmoni og bevægelsesudvejning (tai sabaki), mens Kyokushinkai kombinerer fysisk styrke med ydmyghed.
Kata–de formaliserede bevægelsesmønstre, både teknisk træning og “bevægelsesmeditation”, idet integrerer de både: balance, præcision og mental fokus. Karatedō anses for en livslang vej, hvor det overordnede mål er personlig udvikling og bidrag til fred og fællesskab frem for konkurrencepræstation.

## Historie
Karates filosofi har udviklet sig over flere århundreder, fra oprindelsen i Okinawa til globaliseringen og moderniseringen.

### Oprindelse i Okinawa (ca. 14.–19. århundrede)
Karate udspringer af det traditionelle te‑system i det tidligere Ryukyū‑kongerige (nu Okinawa-præfekturet), trænet af Pechin‑klassen og præget af kulturel udveksling med det kinesiske Fujian via Kumemura‑fællesskabet.
Ifølge en traditionel okinawansk legende stammer karate i sin tidligste form fra Indien, hvor den buddhistiske munk Daruma (kendt som Bodhidharma i Indien og Ta Mo i Kina) rejste til Shaolin Klosteret i Kina og underviste i fysisk og mental træning. Det fortælles, at Darumas lære siden fandt vej til Okinawa gennem okinawanere, der havde opholdt sig i Kina. Selvom legenden ikke kan dokumenteres historisk, peger mange ligheder mellem kinesisk og okinawansk kampkunst på en reel påvirkning.
I 1609 blev Okinawa underlagt den japanske Satsuma-klan, og et forbud mod våben tvang befolkningen til at udvikle alternative former for selvforsvar. Dette styrkede udviklingen af te som ubevæbnet kampform, og i løbet af de næste århundreder blev teknikker og metoder systematiseret gennem erfaring og træning.
Der opstod tre regionale varianter: Shuri‑te, Naha‑te og Tomari‑te, navngivet efter deres oprindelsesbyer, hver med særprægede kataer og principper – eksempelvis anvendte Naha‑te særlige åndedrætsteknikker og kata fra Shaolin / White Crane‑traditionen. Sōkon Matsumura (ca. 1809–1899), elev af Sakukawa Kanga, anses som en samlende figur mellem Shuri‑te og Tomari‑te – hans undervisning blev grundlaget for Shōrin‑ryū‑traditionen.

### Modernisering til karatedō (1901–1936)
I 1901 introducerede Itosu Ankō karate i det offentlige skolevæsen på Okinawa gennem forenklede kata (heian/pinan) for børneundervisning, en transformation mod en disciplin med fysisk dannelse.
Fra 1922 debuterede Gichin Funakoshi karate ved en ministerielt begivenhed i Tokyo; hans efterfølgende undervisning på Keio‑universitet gjorde Okinawan Te til en japansk kampsport. I 1936 skiftede man navnet fra 唐手 “Tō‑te” (“Kina‑hånd”) til 空手 “karate” (“tom hånd”), og tilføjede sufikset ‑dō (“vej”) for at markere en indre vej til selvudvikling, og dermed adskille sig fra jutsu‑konnotationen.
Undervejs integreredes nøgleelementet Bubishi som filosofisk kilde: en kinesisk tekst med kampprincipper, vitalpunktdiagrammer, medicin og strategi, citeret af Itosu, Funakoshi, Miyagi med flere, og anses som Karate‑praksissens “kampsports-bibel”.

### Institutionalisering og philosophiesystemer i det 20. århundrede
I 1948 grundlagde Funakoshis elever Japan Karate Association (JKA) i Tokyo for standardisering og udbredelse af karatedō. JKA blev officielt anerkendt som sammenslutning af Minedepartementet i 1958 og har siden fungeret som global leder i praksis og filosofi.
JKA samlede Nijū Kun (leveregler) og Dōjō Kun (etiske regler) som centrale elementer i karatedōs filosofi.

### Globalisering og nutidig filosofi
Efter Anden Verdenskrig spredte amerikanske militærassistenter karate globalt; i USA, Europa og Latinamerika blev den både en sportsdisciplin og budō‑tradition, inkl. i Danmark.
Fra 2000’erne blev karate anerkendt som UNESCOs verdensarv for sin kulturelle og historiske betydning.

## Karate sindet
Karate-sindet (eller karate no kokoro) betegner den mentale tilstand, hvori en karateudøver formodes at befinde sig under træning og kamp. Karate et kampsystem og en livsvej, hvor udøveren tilstræber at undgå konflikt, men anvender teknikker i selvforsvar, hvis det er nødvendigt.
Udviklingen af karate-sindet sker gennem tre hoveddiscipliner:
- Kihon (grundteknikker)
- Kumite (kampøvelser)
- Kata (grundteknikker i bevægelse)

Disse discipliner har til formål både at træne kropslige færdigheder og at fremme en tilstand, hvor kroppen kan reagere automatisk, og sindet bevarer ro og klarhed uden bevidst anstrengelse.
Den underliggende tankegang i karate-sindet er inspireret af zenbuddhisme og Bushidō–samuraiernes æreskodeks. Zenprincipperne mushin (“tankefri bevidsthed”) og zanshin (“vedvarende opmærksomhed”) indgår i træningen for at styrke evnen til at være til stede uden indre forstyrrelser, mens Bushidō lægger vægt på etiske dyder som ære og selvkontrol.
Bushidōs syv grundprincipper, som ofte refereres i sammenhæng med karate-sindet, er:
1. Seigi – retfærdighed og korrekt handling
2. Yūki – mod og tapperhed
3. Jin – barmhjertighed og medfølelse
4. Reigi – høflighed og respekt
5. Makoto – sandhed og oprigtighed
6. Meiyo – ære og omdømme
7. Chūgi – loyalitet og hengivenhed .

## Filosofien i forskellige karatestilarter

### Shotokan
Gichin Funakoshi formulerede Nijū Kun, som dannede grundlaget for stilen, før nogle af hans elever grundlagde Japan Karate Association. Disse principper, der bygger på bushidō og Zen, indeholder værdier som ydmyghed, respekt, medfølelse, tålmodighed og indre samt ydre ro. Funakoshi mente, at ved at praktisere karate og efterleve disse principper ville udøveren forbedre sig som menneske.
Funakoshi skrev også: "Det endelige mål med karate ligger ikke i sejr eller nederlag, men i deltagerens karakterudvikling."

### Gōjū-ryū
Gōjū-ryū, grundlagt af Chōjun Miyagi, kombinerer “go” (hård stil) og “jū” (blød stil). Sanchin-kataen fungerer som kerneøvelse for åndedræt, kropsspænding og balance mellem indre energi (ki) og ydre teknik.

### Wadō-ryū
Wadō-ryū, skabt af Hironori Ōtsuka, blander elementer fra japansk jujutsu med okinawansk karate. Filosofien om tai sabaki (“bevægelsesharmoni”) betyder, at man undviger angreb ved at flytte sig i takt med modstanderen snarere end at møde kraft med kraft.

### Kyokushin
Kyokushin, stiftet af Masutatsu Oyama, lægger vægt på fuldkontaktstræning og Osu-no-Seishin (“ånd af udholdenhed”). Organisationen definerer disciplin, viljestyrke og respekt som centrale dyder, understøttet af mottoer og etiske retningslinjer.
Den er kendt for sin fuld-kontakt kampstil og bygger på principper om disciplin, selvforbedring og intens træning. Stilarten, anses for at være en af de hårdeste karateformer.